# Bernard Lovell

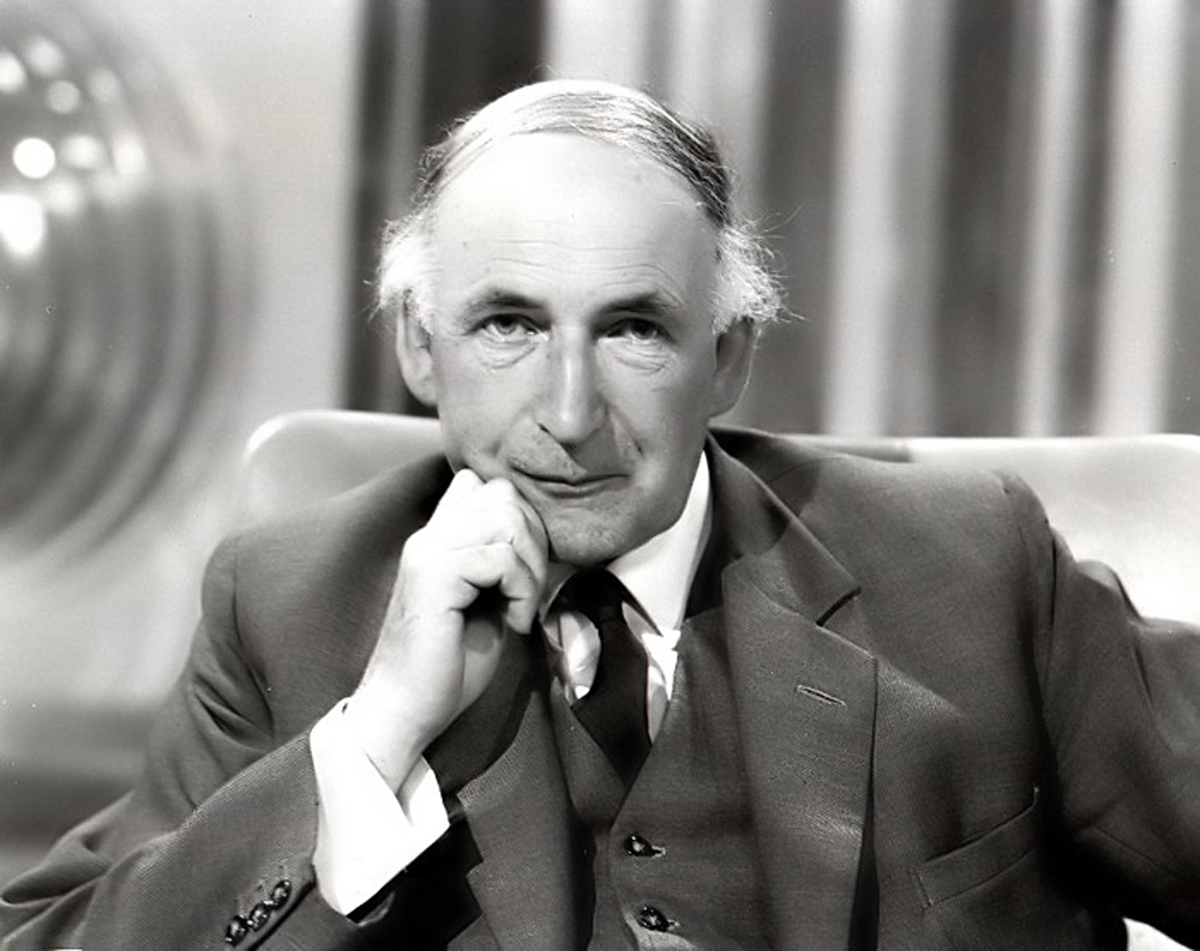
Bernard Lovell (Jodrell Bank, Universität von Manchester)

Sir Alfred Charles Bernard Lovell, OBE (* 31. August 1913 in Oldland Common, Gloucestershire; † 6. August 2012 in Swettenham, Cheshire) war ein britischer Astronom und Wegbereiter der Radioastronomie.

## Leben
Bernard Lovell studierte Physik in Bristol bei Professor Arthur Mannering Tyndall (1881–1961). Nach seinem Studienabschluss 1934 forschte er zwei Jahre weiter, um 1936 seine Promotion zu erhalten. Im selben Jahr ging er nach Manchester, wo er eine Dozentenstelle für ein Jahr erhielt. 1937 wurde er Mitglied der Forschungsgruppe, die sich mit der kosmischen Strahlung beschäftigte.

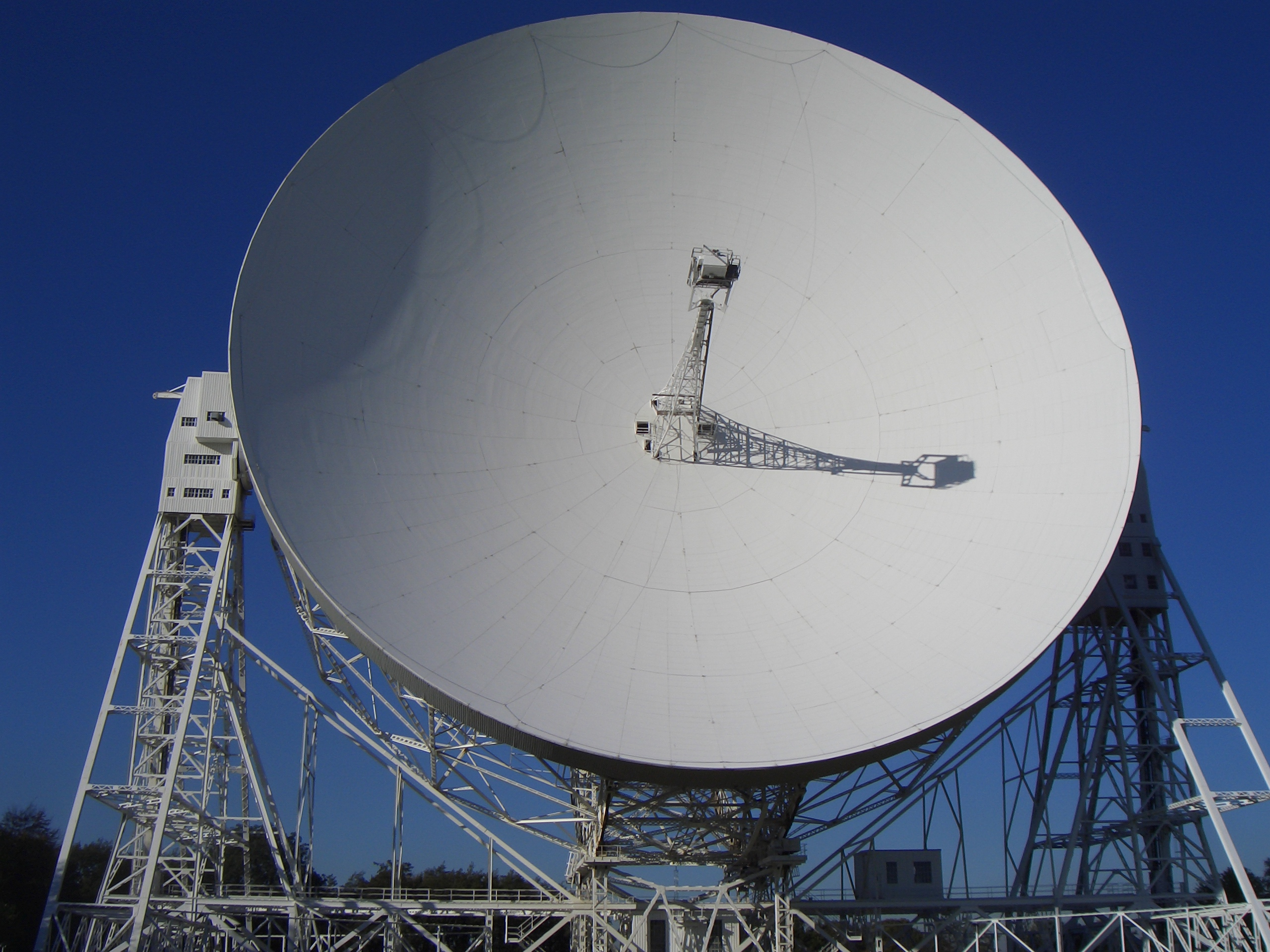
Parabolantenne des Lovell-Teleskops

Während des Zweiten Weltkriegs arbeitete Lovell am TRE der britischen Luftwaffe (RAF) und entwickelte wertvolle Verfahren für die Anwendung des Radars bei der Erkennung von Kampfflugzeugen und bei der Navigation. Für diese Arbeiten erhielt er nach dem Zweiten Weltkrieg den Orden des Britischen Empire.
Nach dem Ende des Zweiten Weltkriegs arbeitete Lovell wieder wissenschaftlich. Er konnte sich ein ausgemustertes mobiles Radar besorgen, mit dessen Hilfe er die kosmische Strahlung untersuchte. Nachdem man erkannt hatte, dass die elektrischen Straßenbahnen in Manchester Ursache von Interferenzen waren, zog die Forschungsgruppe mit ihren Gerätschaften nach Jodrell Bank auf ein offenes Feld außerhalb von Manchester. Kurze Zeit später übernahm die Universität Manchester die Installation einer festen Anlage auf dem Feld und half auch bei der Herstellung des ersten Radioteleskops. 1951 wurde Lovell schließlich Professor an der Universität Manchester. Auf dieser Position blieb er bis zu seiner Pensionierung 1980.

## Ehrungen
- Nach Bernard Lovell wurde das Lovell-Teleskop des Jodrell-Bank-Radioobservatoriums benannt.
- 1955 wurde er in die American Academy of Arts and Sciences gewählt.
- 1960 wurde Lovell mit der Royal Medal der Royal Society ausgezeichnet.
- 1961 wurde er wegen seiner Verdienste um die Radioastronomie zum Ritter geschlagen.
- 1974 wurde er in die American Philosophical Society gewählt.[2]
- 1981 wurde er mit der Goldmedaille der Royal Astronomical Society ausgezeichnet.
- Am 26. Juli 2000 wurde der Asteroid (8079) Bernardlovell nach ihm benannt.
- Seit dem 12. April 2010 ist er Namensgeber für den Lovell-Gletscher in der Antarktis.

## Veröffentlichungen (Auswahl)
- Science and Civilisation. (1939)
- World Power Resources and Social Development. (1945)
- Radio Astronomy. (1952)
- Meteor Astronomy. (1954)
- The individual and the Universe. London 1959. Deutsche Übersetzung: Der Einzelne und das Universum. Möglichkeiten und Probleme der modernen Astronomie. Göttingen 1959.
- Neue Wege zur Erforschung des Weltraums. Vandenhoeck und Ruprecht, Göttingen 1964.
- Tiefer und tiefer hinein in den Weltraum! in: Die Welt, in der wir leben werden. Weltall, Strahlen und Materie. Zürich 1967. S. 93–126.
- The Story of Jodrell Bank. (1968)
- Out of the Zenith. (1973)
- Emerging Cosmology. (1980). Deutsche Übersetzung: Das unendliche Weltall. Geschichte der Kosmologie von der Antike bis zur Gegenwart. München 1983.
- The Jodrell Bank Telesopes. (1985)
- Voice of the Universe : Building the Jodrell Bank Telesope. (1987)
- Astronomer by Chance. (1990)